# Synagoga

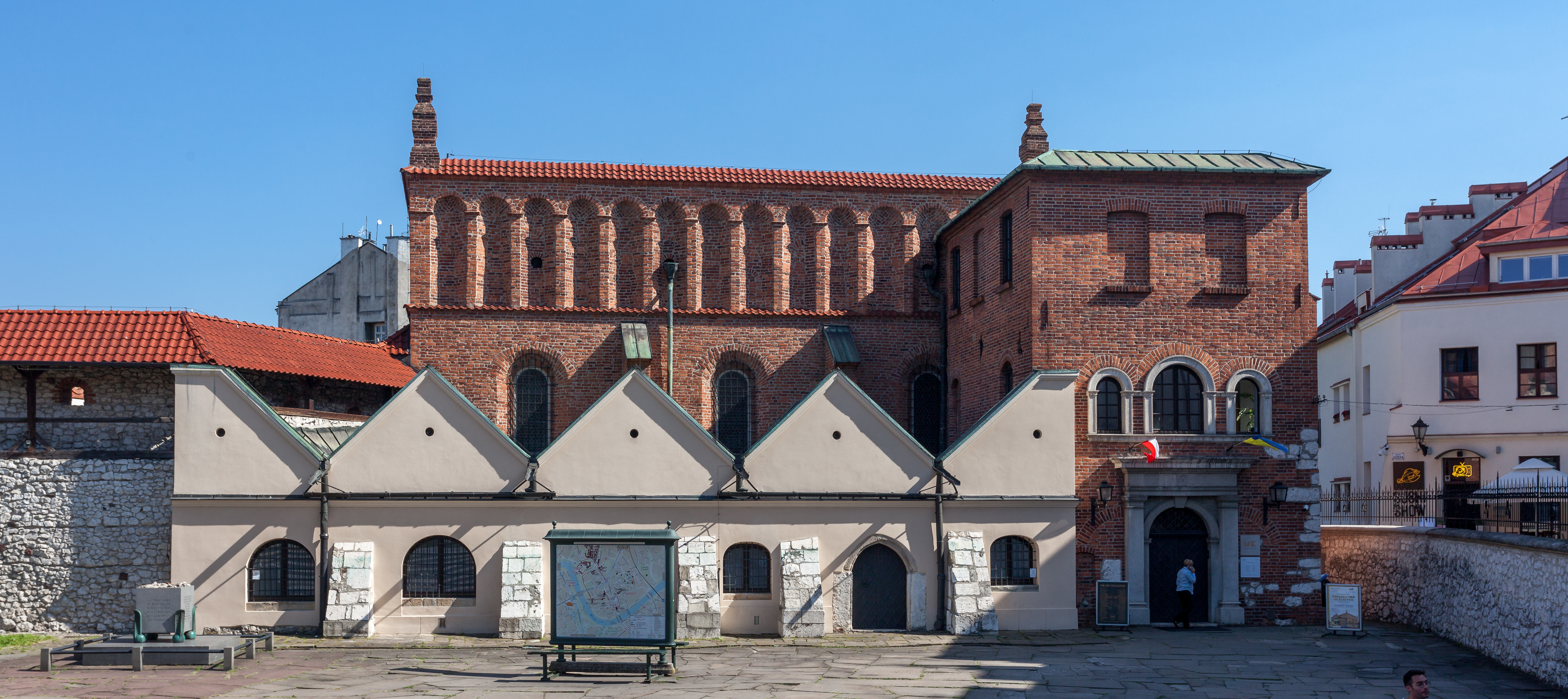
Synagoga Stara w Krakowie, najstarsza synagoga w Polsce

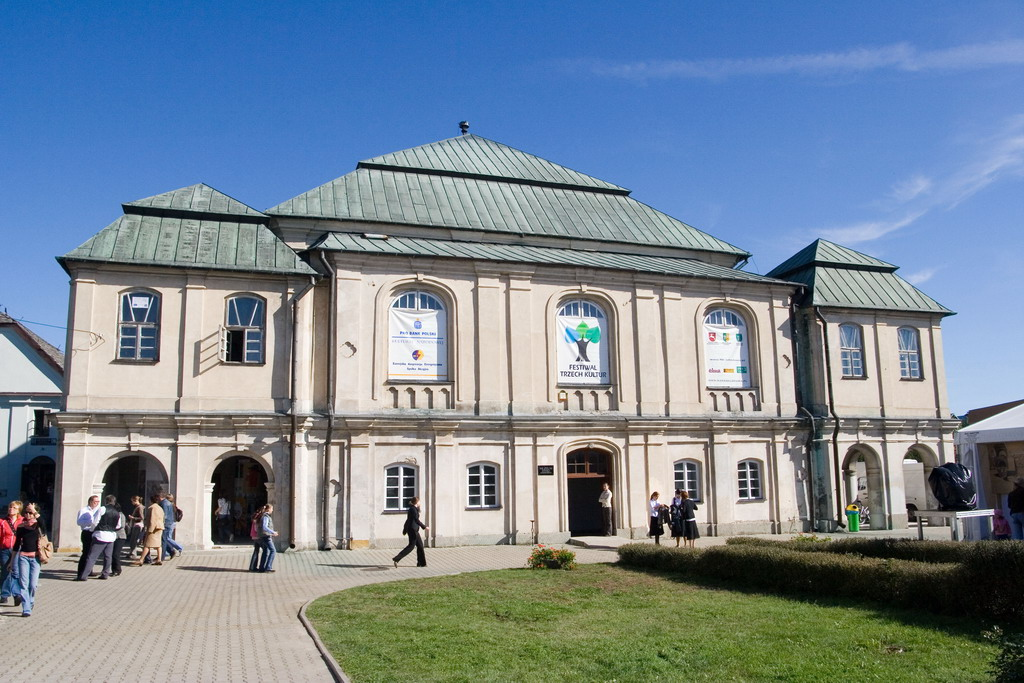
Wielka Synagoga we Włodawie

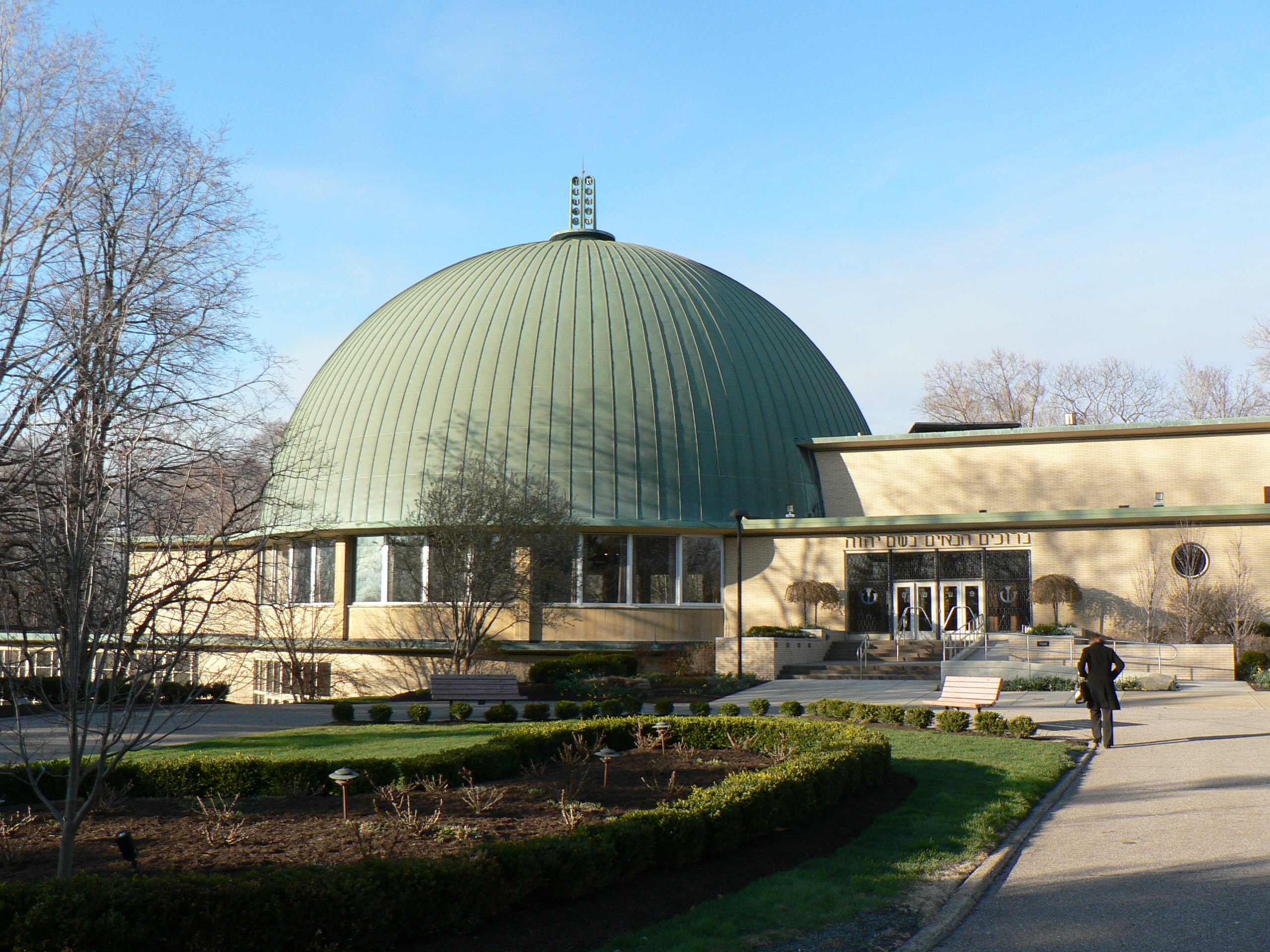
Park Synagogue w Cleveland (USA). proj. Erich Mendelsohn, 1922

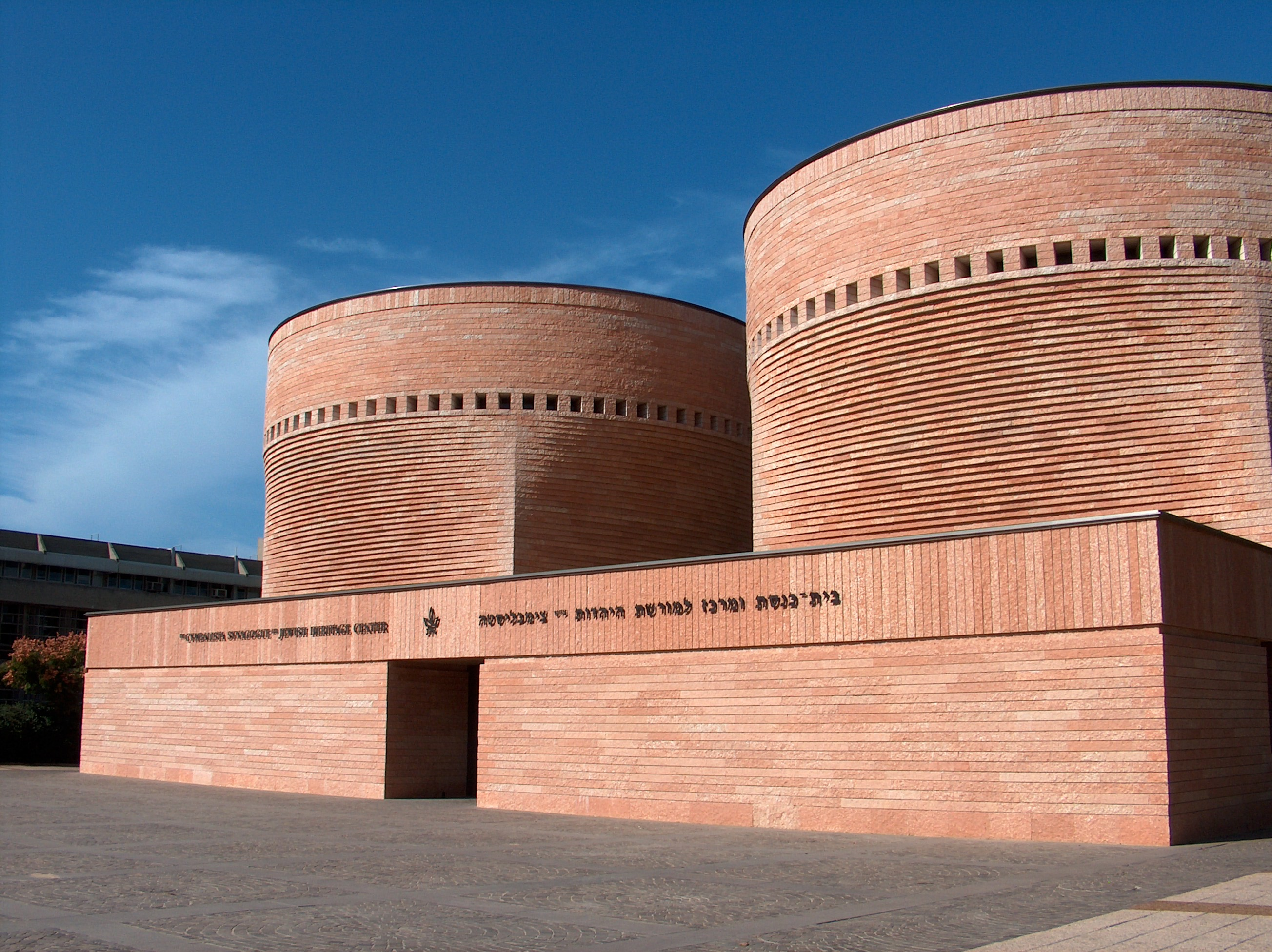
Synagoga Cymbalista na Uniwersytecie Telawiwskim (Izrael). proj. Mario Botta, 1998

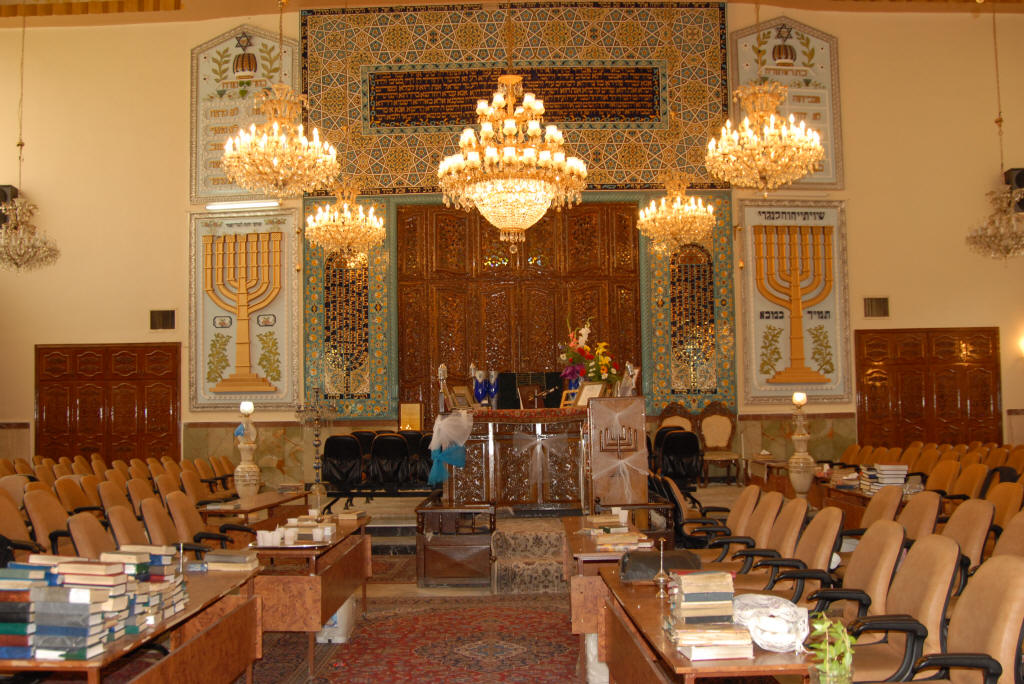
Synagoga Yusef Abad w Teheranie (Iran)

Synagoga, bożnica, bóżnica, szul (z stgr. συναγωγή synagoge – zgromadzenie, miejsce zebrań) – żydowski dom modlitwy; w judaizmie miejsce modlitw i zgromadzeń religijnych, również miejsce zebrań społecznych gminy żydowskiej.

## Nazwa
Słowo „synagoga” odpowiada hebrajskiemu בית כנסת bejt kneset (dom zgromadzenia – obiekt będący miejscem spotkań, m.in. w celu odprawiania obrzędów religijnych), בית מדרש bejt midrasz (dom nauki/studiów, szkoła – miejsce studiowania Tory i Talmudu), בית תפילה bejt tefila (dom modlitwy) – oraz niehebrajskim terminom w języku jidysz שול szul (szkoła), דאַוונשול dawnszul (szkoła modlitwy), jak również w przypadku judaizmu reformowanego סינאַגאָגע sinagoge.
Powszechnie używane słowa w języku polskim odpowiadające pojęciu synagogi to bożnica lub bóżnica – czyli miejsce poświęcone Bogu, dom modlitwy, religijna szkoła żydowska. Dużo rzadziej używane jest określenie tempel – świątynia, odnoszące się do synagog judaizmu reformowanego.

## Funkcja
Wielka liczba określeń synagogi wynika z jej wielofunkcyjności – nie jest ona tylko miejscem modlitw i nabożeństw, lecz także miejscem studiowania Tory i Talmudu, salą zebrań, a często też siedzibą gminy żydowskiej. Synagogi w dawnej Polsce mieściły różne urzędy gminne: kancelarię, archiwum, pomieszczenia sądów rabinackich, skarbiec, a nawet koszerną stołówkę i schronisko z noclegownią. W synagodze nie składa się ofiar, nie oddaje czci obrazom czy posągom. Nie jest ona również świątynią w pojęciu chrześcijańskim. W judaizmie jedyną i prawdziwą świątynią, w której służbę ofiarniczą sprawowali kapłani, była Świątynia Jerozolimska, zburzona przez Rzymian w 70 r. n.e. Synagoga jest przede wszystkim miejscem modlitwy, która odbywa się w niej z okazji szabatu lub innych świąt żydowskich.

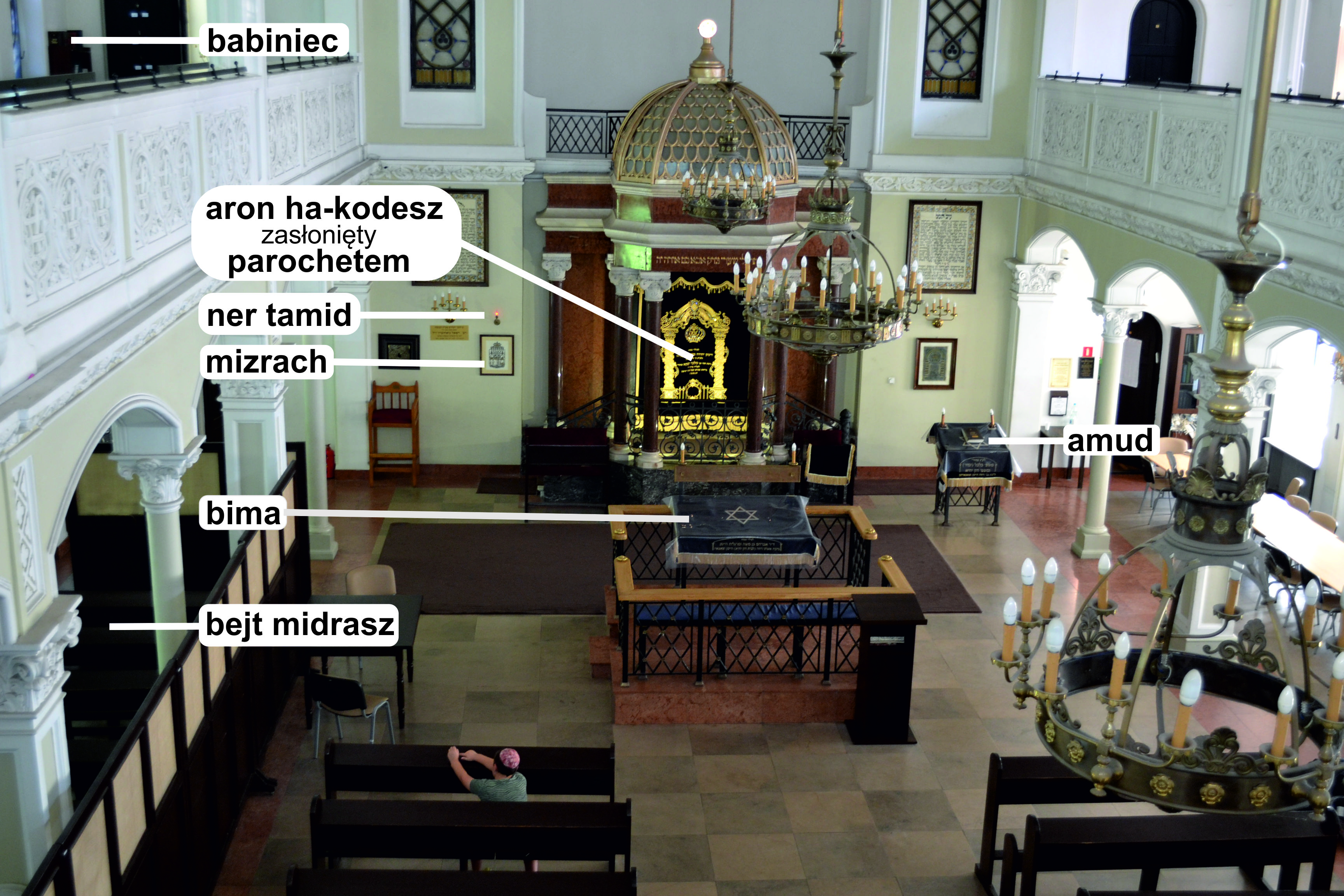
Wnętrze synagogi Nożyków w Warszawie

Najważniejszym elementem synagogi są zwoje Tory – pergamin z zapisanymi pierwszymi pięcioma księgami Biblii. Tora przechowywana jest w „świętej skrzyni” – Aron ha-kodesz, wbudowanej we wschodnią ścianę synagogi, zwróconą ku Jerozolimie i miejscu Świątyni Jerozolimskiej. W krajach na wschód od Jerozolimy Aron ha-kodesz znajduje się po stronie zachodniej. Wnęka Aron ha-kodesz przesłonięta jest zdobioną zasłoną zwaną parochet. Nad aron ha-kodesz wisi lampka ner tamid – Wieczne Światło. Często obok ner tamid spotyka się w synagodze menorę, siedmioramienny świecznik, na pamiątkę świecznika w Świątyni. Centralnym miejscem synagogi jest bima – podium lub podwyższenie na którym znajduje się pulpit służący do czytania Tory. W niektórych synagogach wydzielono także niższy pulpit dla lektora, zwany amud.

## Historia

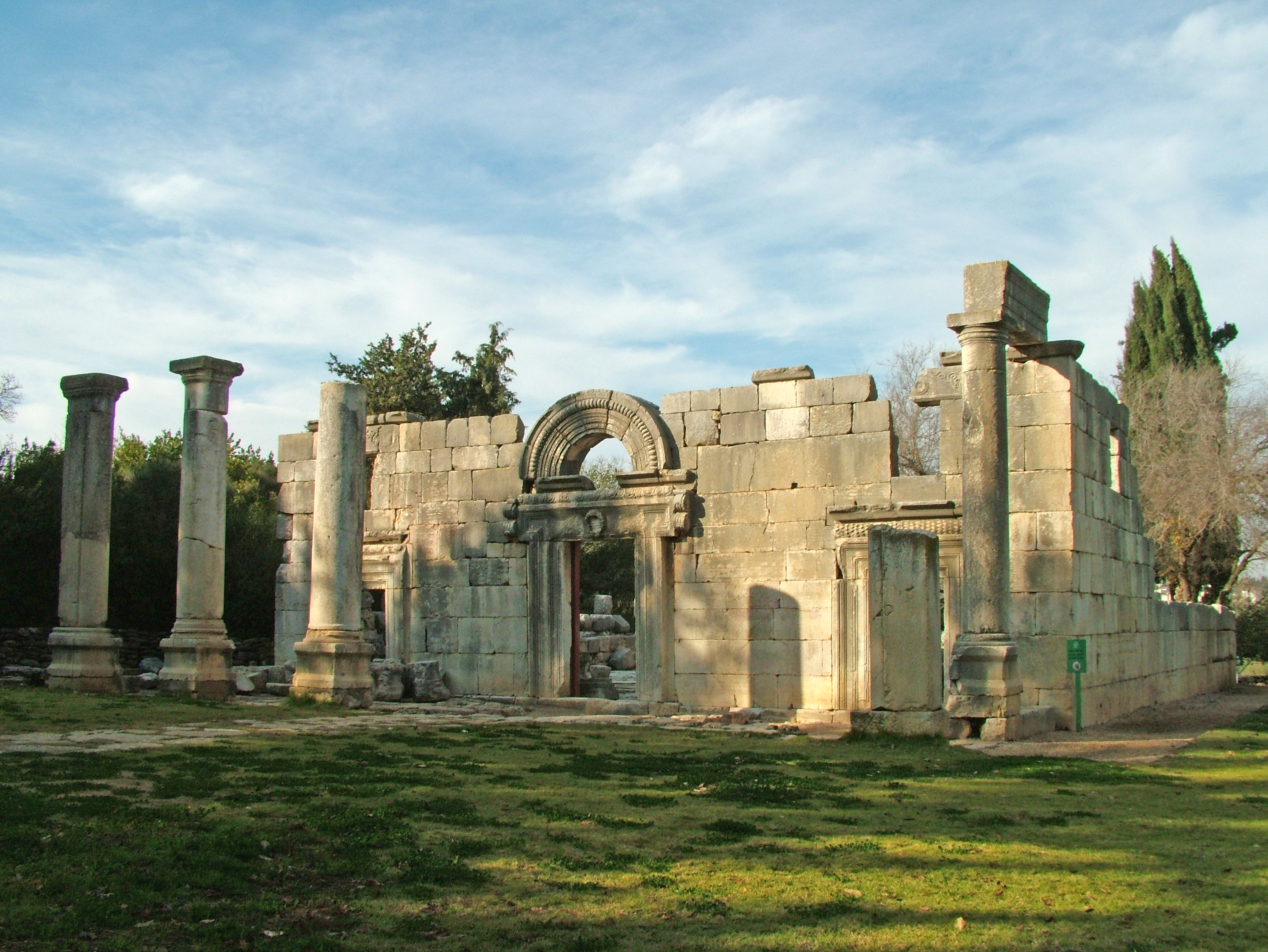
Synagoga w Kfar Baram

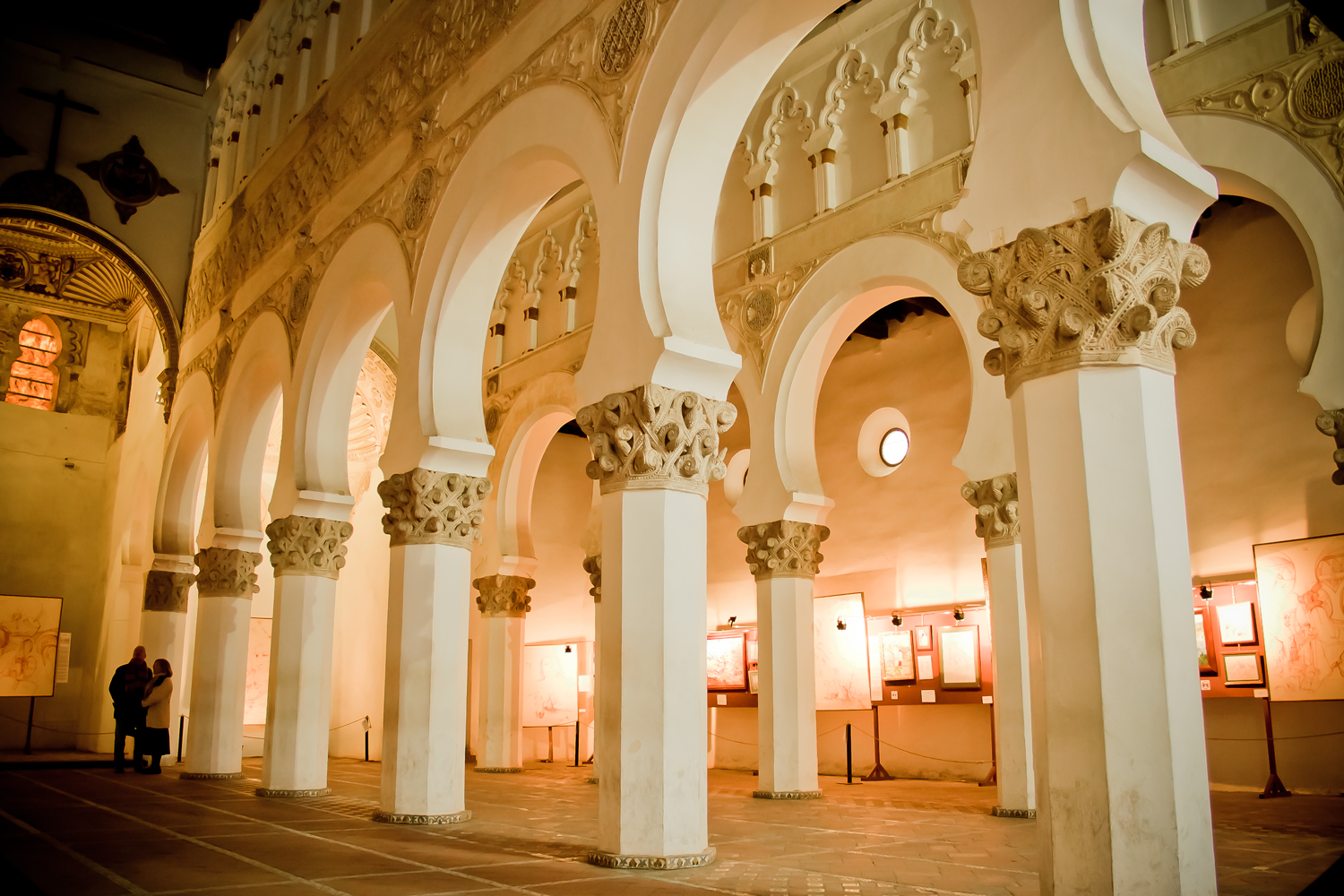
Wnętrze synagogi w Toledo

### Starożytność
Pierwsze synagogi powstały prawdopodobnie w czasie wygnania babilońskiego w VI w. p.n.e. Pewne jest, że istniały w starożytnym Izraelu, przed zburzeniem drugiej Świątyni Jerozolimskiej w roku 70. Pierwsze synagogi w starożytnym Izraelu służyły jako miejsca codziennej modlitwy i nauki, i istniały równolegle ze Świątynią – jedynym miejscem kultu starożytnego judaizmu. Najstarszą pisemną wzmiankę o synagodze odnaleziono w egipskim dokumencie z III w. p.n.e. Pozostałości najstarszej znanej synagogi, pochodzącej II w. p.n.e., zachowały się na greckiej wyspie Delos.
Pierwsze synagogi miały kształt prostokątnej sali z wewnętrzną kolumnadą. Główne wejście znajdowało się na wschodniej ścianie, skierowanej w stronę Jerozolimy. Pod pozostałymi ścianami znajdowało się kilka rzędów kamiennych ław. Być może synagogi te posiadały jakieś inne wyposażenie, prawdopodobnie wykonane z drewna. Bożnice budowane w okresie panowania rzymskiego (I w. p.n.e. – IV w. n.e), np. synagoga w Kfar Baram z III w n.e. lub Biała Synagoga w Kafarnaum z IV w. n.e., posiadały dekoracje zewnętrzne odwołujące się do rzymskiego stylu klasycznego. Późniejsze synagogi z okresu bizantyjskiego panowania na Bliskim Wschodzie posiadały bogate mozaikowe dekoracje wnętrz (np. synagogi Bet Alfa i w Bet Sze’an z VI w.). Ostatnie antyczne synagogi na terenie Palestyny powstały w początkach VII w. Po opanowaniu regionu przez Arabów w 637 budowanie synagog zostało zakazane, a większość Żydów zmuszona do opuszczenia Palestyny.

### Średniowiecze

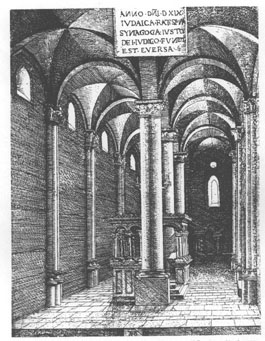
Wnętrze synagogi w Ratyzbonie

Niewiele wiadomo o synagogach powstałych we wczesnym średniowieczu. Pierwsze przekazy dotyczące późniejszych synagog pochodzą z XI i XII wieku, i odnoszą się do Europy, gdzie do X wieku znalazła się większość Żydów. Wykształciły się wówczas dwa odłamy kultury i religii żydowskiej – sefardyjski na Półwyspie Iberyjskim i aszkenazyjski w Niemczech i pozostałej części Europy. Architektura synagog sefardyjskich rozwijała się pod wpływem kultury islamu, w opanowanej przez Arabów Hiszpanii. Najważniejszymi synagogami sefardyjskimi były powstała około 1200 r. synagoga w Toledo, oraz nieco późniejsze synagogi w Segowii i Kordobie. Były to budowle o układzie bazylikowym, posiadające dekoracje w stylu mauretańskim. Po opanowaniu w XV wieku Półwyspu Iberyjskiego przez chrześcijan i utworzenia Królestwa Hiszpanii, Żydzi zostali stamtąd wygnani, a ogromną większość synagog zamieniono na kościoły.
Wczesne synagogi Żydów aszkenazyjskich były o wiele mniej okazałe od synagog budowanych w Hiszpanii, co wynikało częściowo z dużego zagęszczenie zabudowy w średniowiecznych miastach Europy Środkowej i Zachodniej, ale przede wszystkim z ograniczeń nakładanych na gminy żydowskie przez katolickie duchowieństwo i rady miejskie. Władze świeckie i kościelne nakazywały, aby bożnica była budynkiem nie wyróżniającym się z otoczenia, niewysokim i położonym z dala od kościoła. Styl architektoniczny średniowiecznych synagog aszkenazyjskich nawiązywał niekiedy do kościelnej i świeckiej architektury gotyckiej, najczęściej jednak synagogi te były całkowicie pozbawione detalu architektonicznego, i maksymalnie upodabniały się do otaczających je budynków mieszkalnych. Wynikało to ze wspomnianych ograniczeń prawnych, ale również z zagrożenia ze strony chrześcijańskich mieszkańców miast europejskich. Relikty takiej właśnie skromnej synagogi odkryto w Kolonii (z X w.), Spirze i Wormacji w Niemczech (XI w.). Synagoga w Wormacji została w 1174 przebudowana z prostej sali bez słupów na salę dwunawową, z jednym rzędem słupów pośrodku. Zapoczątkowało to nowy rodzaj synagog średniowiecznych, posiadających nieco szersze sale modlitewne. Słupy pośrodku sali, dzielące ją na dwie nawy, posiadała synagoga w Ratyzbonie (XIV w.). posiadają je również synagoga Staro-nowa w Pradze i synagoga Stara w Krakowie, najstarsza zachowana synagoga w Polsce.

### Renesans

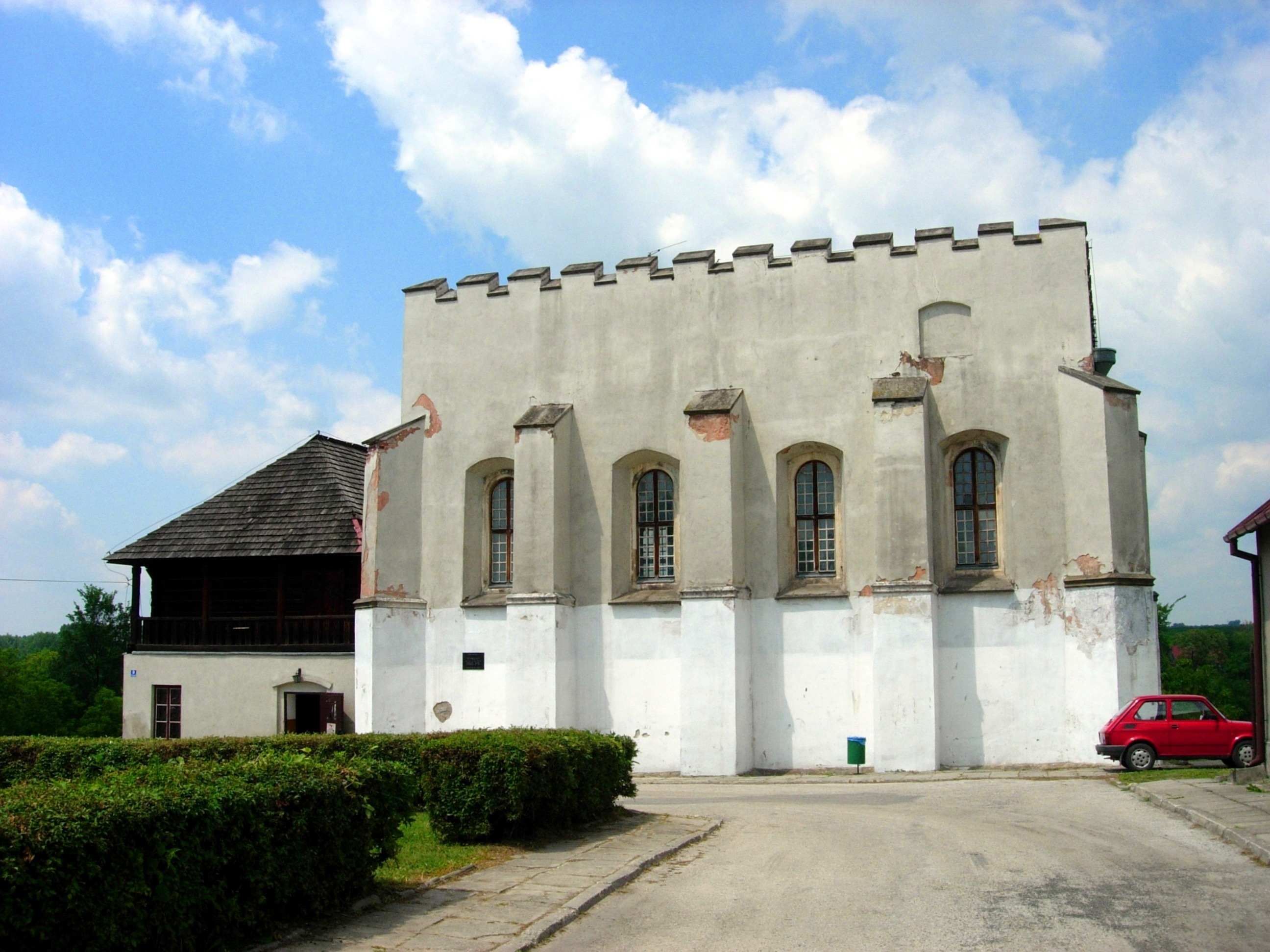
Synagoga w Szydłowie

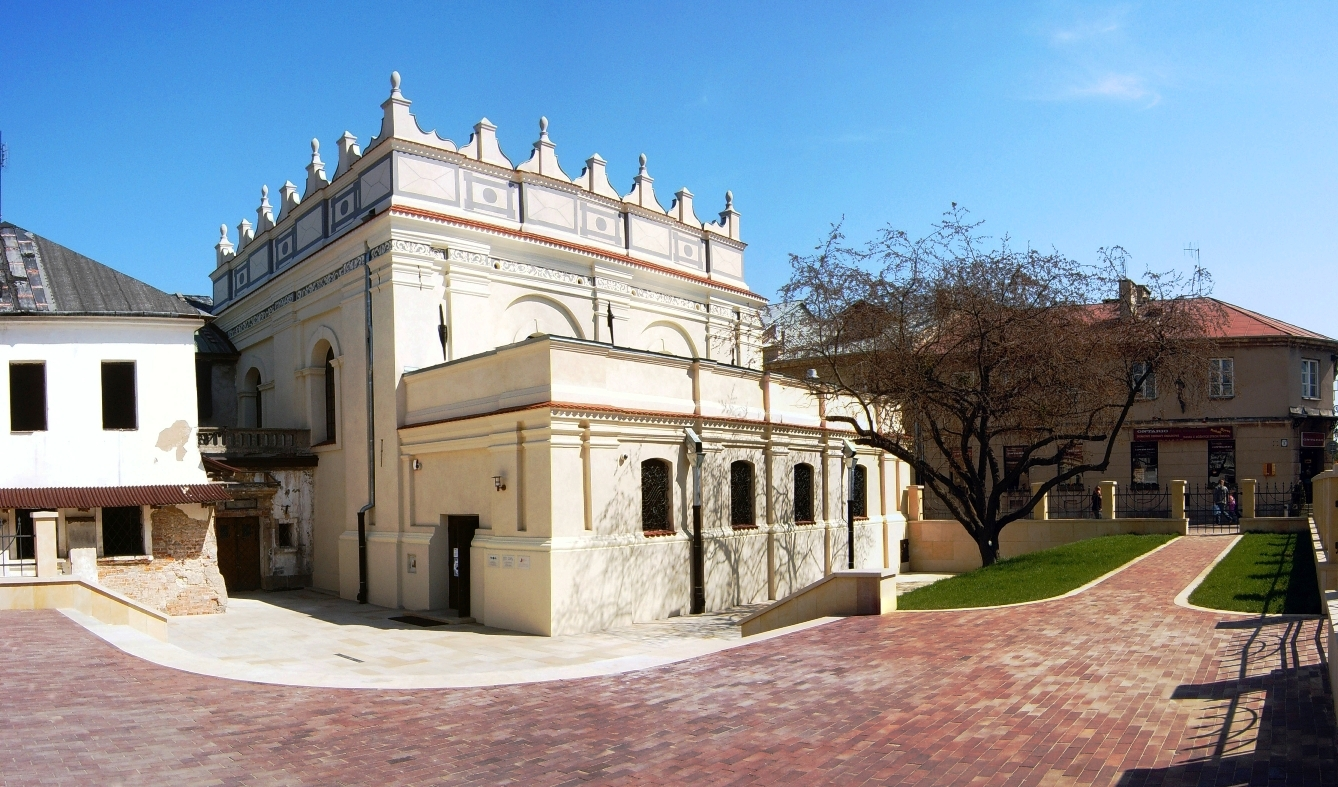
Synagoga w Zamościu

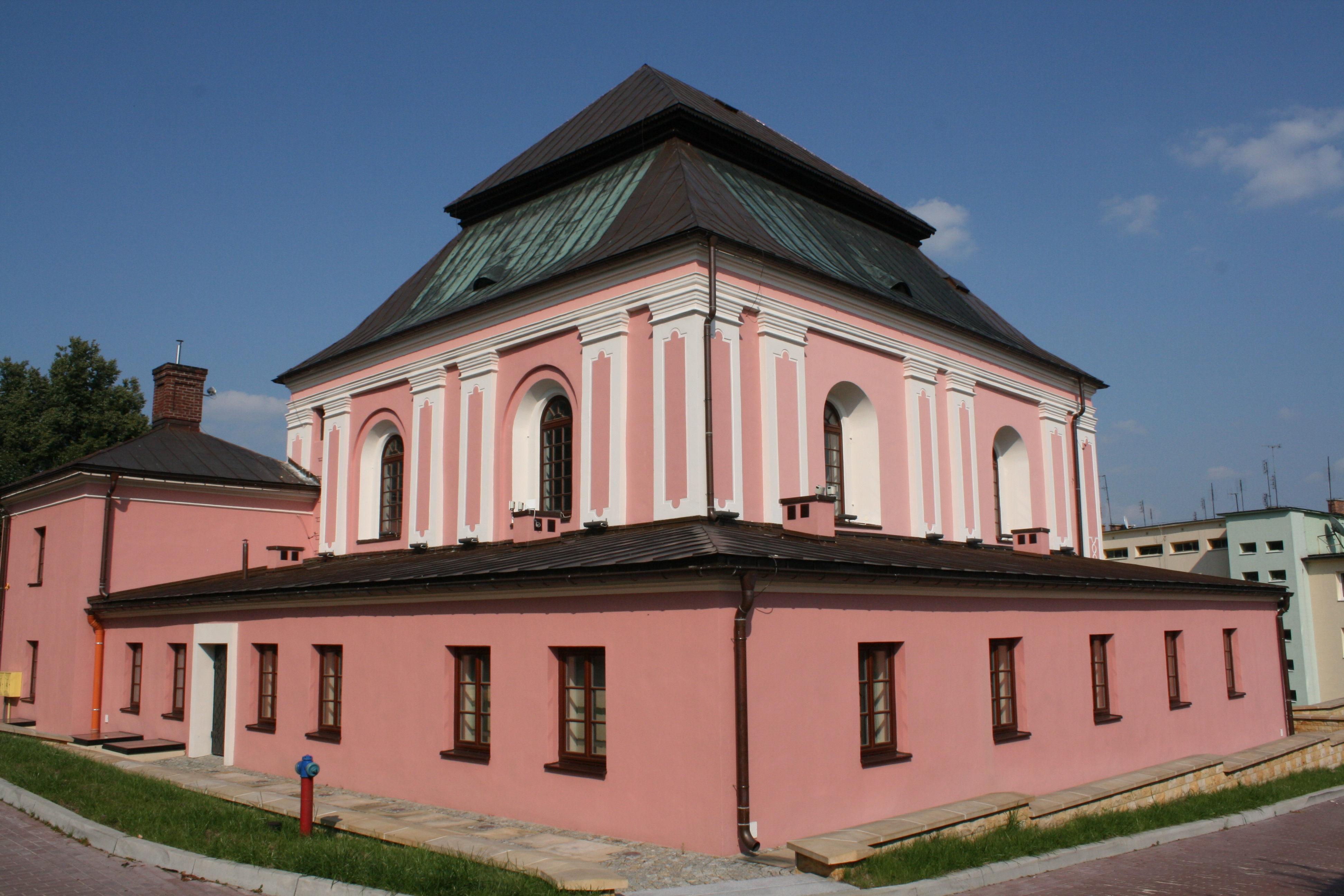
Synagoga w Szczebrzeszynie

Synagoga Stara w Krakowie uległa zniszczeniu w pożarze Kazimierza w 1557. 13 lat później rozpoczęła się jej odbudowa pod kierunkiem florenckiego architekta Mateo Gucciego, który podwyższył budynek i zwieńczył go renesansową attyką, podobną choćby do zaprojektowanej kilka lat wcześniej na krakowskich Sukiennicach. Zadaniem ściany attykowej była ochrona drewnianego dachu przed ewentualnym pożarem, pełniła ona również ważne funkcje dekoracyjne, zwiększając wrażenie lekkości i smukłości budowli. Attyka, za którą znajdował się dach pogrążony, niekiedy mogła również pełnić funkcje obronne, służąc jako osłona dla znajdujących się na dachu osób.
Synagoga Stara stała się wzorem dla wznoszonych w miastach południowej i wschodniej Polski kolejnych synagog renesansowych, które również budowano z zastosowaniem dachu pogrążonego i ściany attykowej. Przykładami takich właśnie budowli są synagoga w Szydłowie, Pińczowie, lub lwowska synagoga Złotej Róży. Budowane wówczas bożnice różniły się w zależności od rodzaju miasta, w którym powstawały. Synagogi w dużych miastach królewskich, takich jak krakowski Kazimierz, Lwów czy Lublin, w dalszym ciągu podlegały restrykcyjnemu nadzorowi rad miejskich i katolickiego duchowieństwa, które najczęściej nie pozwalało na wznoszenie dużych synagog. Podobny wpływ miało też zagęszczenie zabudowy w dzielnicach żydowskich, które nie pozwalało na uzyskanie większej działki budowlanej. W wyniku tych ograniczeń w miastach królewskich powstawały często bożnice niewielkie, takie jak wspomniana synagoga lwowska lub synagoga Remuh na Kazimierzu, Powstawały też synagogi wbudowane w pierzeję ulicy, takie jak synagoga Wysoka na Kazimierzu.
W mniejszych miastach prywatnych, będących własnością rodzin arystokratycznych, przywilej budowy synagogi wydawał sam właściciel, co pozwalało na projektowanie większych i bardziej ozdobnych bożnic, takich jak synagoga w Zamościu, Szczebrzeszynie czy Słonimie. Niekiedy właściciel miasta wydawał zezwolenie na budowę synagogi pod warunkiem włączenia jej w system miejskich murów obronnych, co zobowiązywało Żydów do obrony miasta w razie ataku. Taką synagogą obronną była bożnica w Łucku, która posiadała wieżę z otworami strzelniczymi, i na stałe wyposażona była w broń. Powstał również typ bożnicy obronnej budowanej poza obrębem miast, z grubymi murami z przyporami, blankami i strzelnicami (np. nieistniejąca w Szydłowcu). Od końca XVII w., oprócz murowanych, wznoszone są również synagogi drewniane o cechach polskiego budownictwa drewnianego (mansardowe dachy, ganki, podcienia).

## Architektura synagog

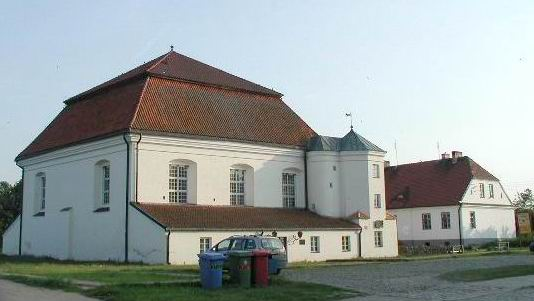
Wielka Synagoga w Tykocinie

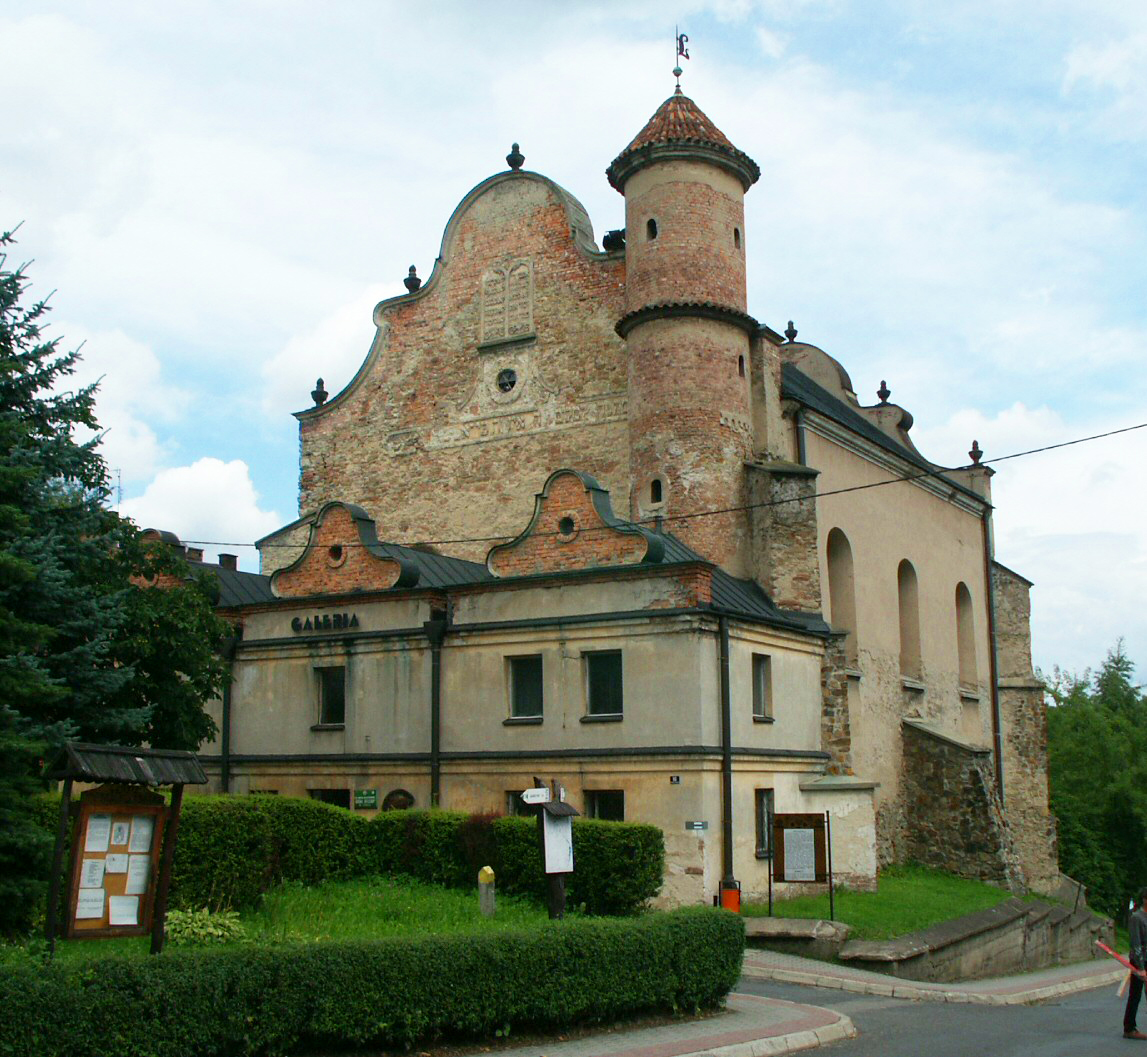
Synagoga w Lesku

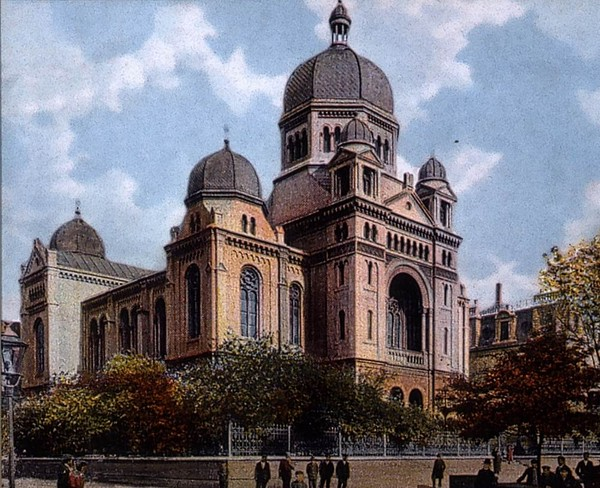
Wielka Synagoga w Łodzi

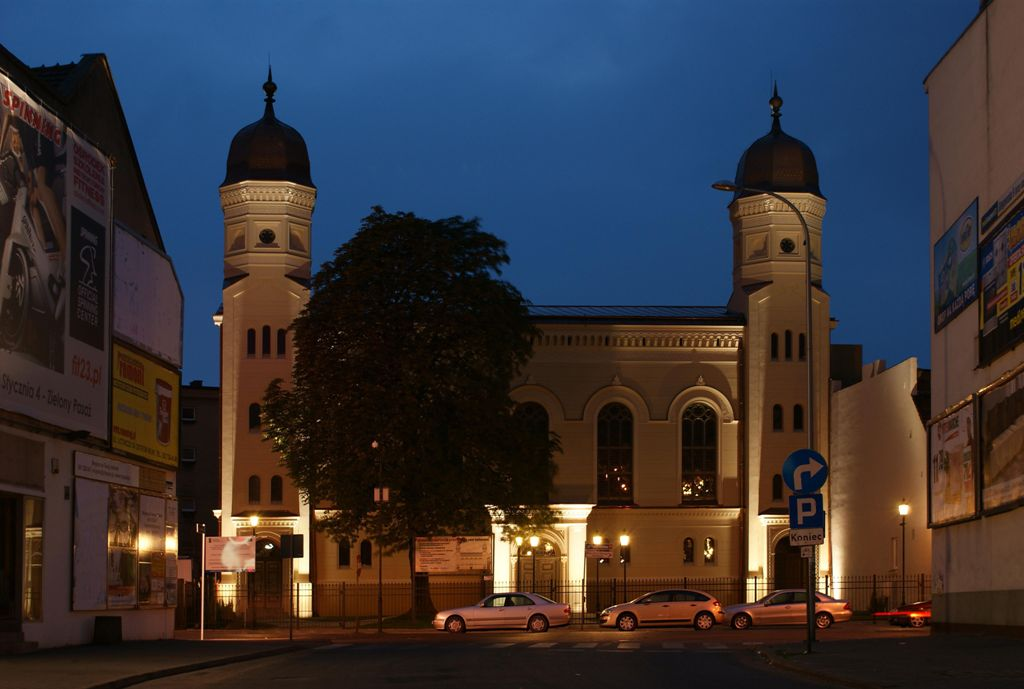
Nowa synagoga w Ostrowie Wielkopolskim

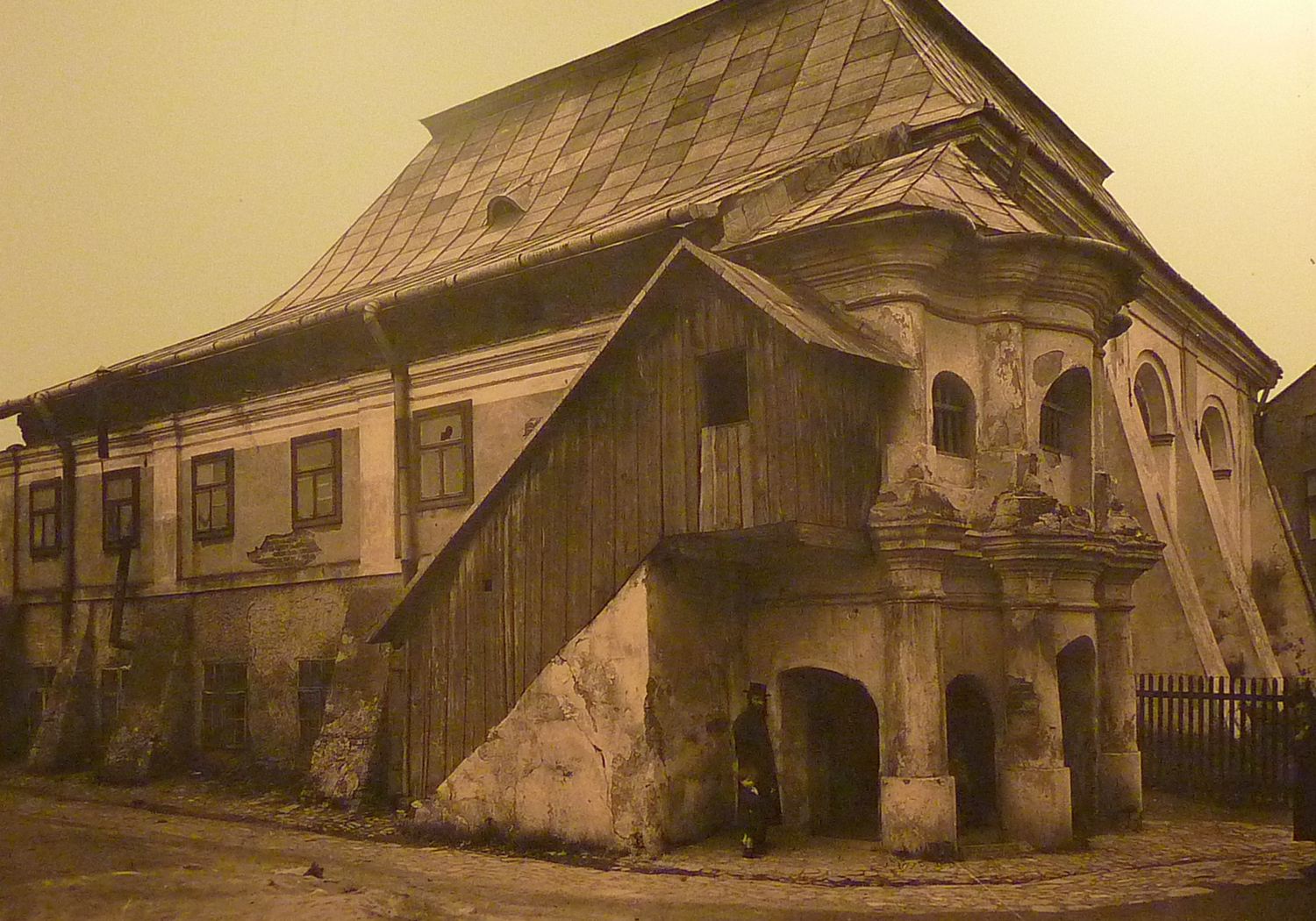
Nieistniejąca synagoga w Przeworsku

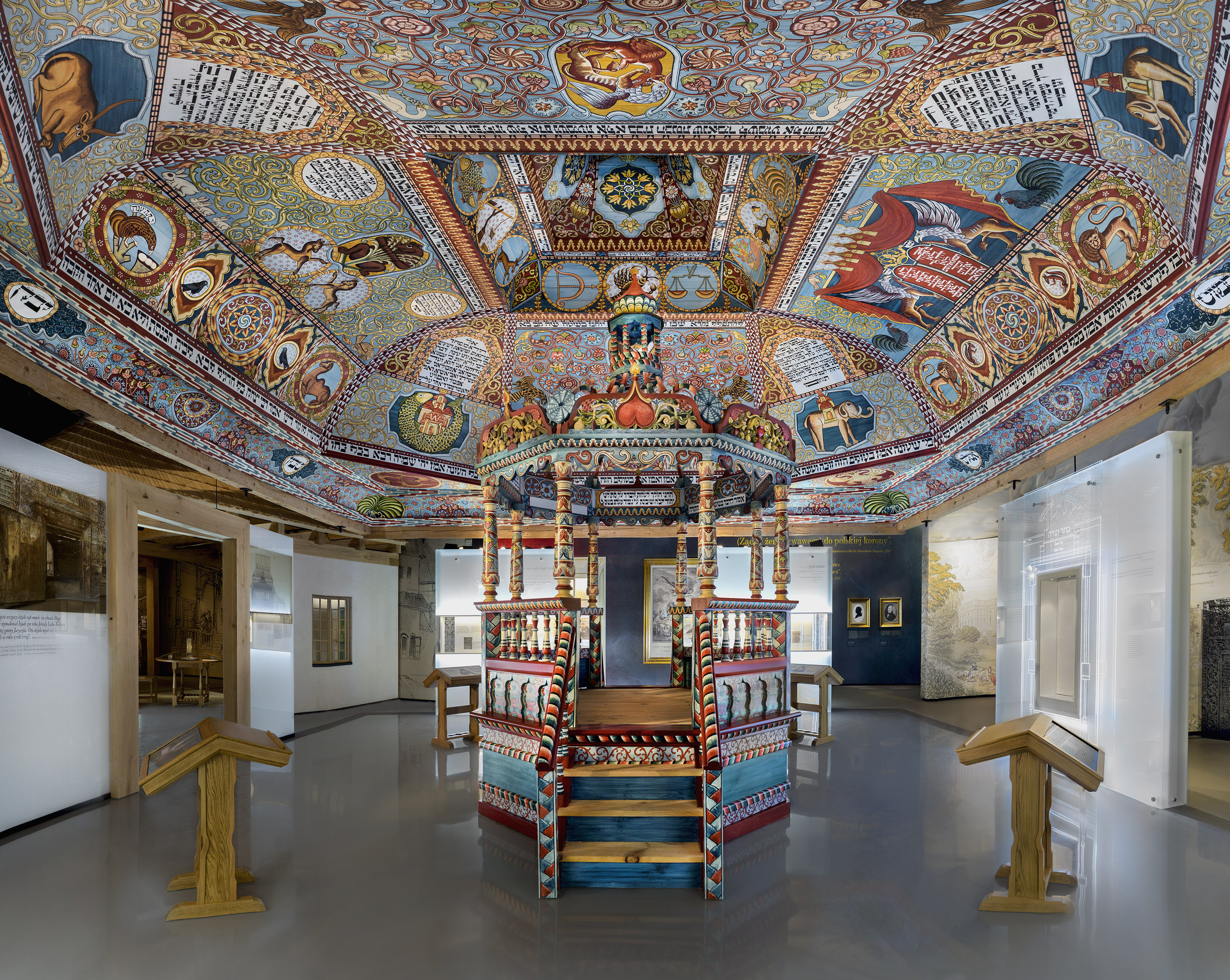
Zrekonstruowane sklepienie i bima synagogi w Gwoźdźcu w Muzeum Historii Żydów Polskich w Warszawie

Zazwyczaj synagogi, poza tym, że były nieco większe od reszty budynków, architektonicznie nie odbiegały od charakteru zabudowy danej miejscowości. Tak więc na wsiach i małych miasteczkach często była to zwykła drewniana budowla, a w miastach większe lub mniejsze budynki od stylu romańskiego do klasycystycznego czy popularnego na początku XX w. neogotyku. Jedynym stylem architektonicznym, który powszechnie nie występował w tej części Europy, a czasem był wykorzystywany w przypadku synagog, był styl mauretański. Domieszki tego charakterystycznego stylu od XIX w. często też pojawiają się w pozostałych opartych na innym stylu synagogach.
Od średniowiecza w architekturze synagog pojawił się babiniec. Było to osobne pomieszczenie dla kobiet przylegające do głównej sali i oddzielone od niej ścianą nazywaną mechica, lub w większych bożnicach umieszczone w galerii na piętrze, z którego kobiety mogły obserwować całe wnętrze. Według zaleceń religijnych było to spowodowane troską o modlących się mężczyzn, gdyż podczas modlitwy nic nie mogło rozpraszać ich uwagi.
Według tradycji symbolika i rozplanowanie synagogi wywodzi się od Świątyni w Jerozolimie, z której pozostał do dziś jedynie fragment ściany zwany „Ścianą Płaczu”. Do najstarszych synagog należą obiekty w Gamli (I w.), Magdali i Masadzie w Palestynie. Pozostałości jednej z piękniejszych synagog antycznych obejrzeć można w Kafarnaum nad brzegami Jeziora Galilejskiego. Jest to też najstarsza znana synagoga, w której pośród ornamentów pojawia się gwiazda Dawida.

## Sławne synagogi
- Synagoga w Dura Europos w Syrii jest najlepiej zachowaną synagogą starożytną.
- Synagoga Staronowa w Pradze w Czechach, jest najstarszą czynną synagogą w Europie. Została zbudowana w 1270 roku.
- Synagoga Hurva w Jerozolimie, zlokalizowana w żydowskiej dzielnicy Starego Miasta, znajdowała się tam od XVI wieku aż do 1948 roku, kiedy to została zniszczona przez legiony arabskie.
- Synagoga Paradesi w Koczinie, jest najstarszą synagogą Indii oraz Wspólnoty Narodów. Została zbudowana w 1568 roku.
- Synagoga Touro w Newport, Rhode Island, jest pierwszą synagogą w Stanach Zjednoczonych. Została zbudowana w 1759 roku, przez kongregację Jeshuat Israel.
- Synagoga Bevis Marks w Londynie jest najstarszą nieustannie funkcjonującą synagogą na świecie.
- Największą synagogą na świecie jest reformowana synagoga Emanu-El w Nowym Jorku. Jej powierzchnia wynosi 3523 m².
- Największą synagogą w Europie i drugą pod względem wielkości na świecie jest Wielka Synagoga w Budapeszcie. Jest również światowym centrum judaizmu neologicznego.
- Synagoga w Sofii jest największą synagogą półwyspu Bałkańskiego i jedną z dwóch czynnych synagog Bułgarii. W jej wnętrzu znajduje się największy w Europie żyrandol.

### Sławne synagogi na terenie dzisiejszej Polski
- Stara Synagoga w Krakowie jest najdłużej funkcjonującą synagogą w Polsce. Została zbudowana w drugiej połowie XV wieku.
- W Nowym Sączu znajduje się jedyna w Polsce prywatna bożnica chasydzka (Synagoga Bajs Nusn).
- Do czasów II wojny światowej Wielka Synagoga w Warszawie była największą synagogą w Polsce i jedną z największych na świecie. Istniała w latach 1878–1943.
- Do czasów II wojny światowej Nowa Synagoga we Wrocławiu była światowym centrum judaizmu liberalnego.
- Synagoga Praska w Warszawie była jedną z nielicznych w Europie synagog wzniesionych na planie koła. Została zburzona w 1961 roku. Obecnie trwają starania o jej odbudowę.
- Synagoga w Dąbrowie Tarnowskiej jest największą synagogą w województwie małopolskim. Obecnie trwa jej generalny remont.
- 11 lutego 2007 roku nastąpiło uroczyste otwarcie dla celów religijnych synagogi w Jeszywas Chachmej Lublin, pierwszej synagogi wyremontowanej przez polską społeczność żydowską od czasów zakończenia II wojny światowej.
- Nowa synagoga w Ostrowie Wielkopolskim, obecnie jest to jedyna w Polsce, zachowana wielkomiejska synagoga w niegdyś bardzo powszechnym stylu mauretańskim.
- Jedyną obecnie ultraortodoksyjną synagogą w Polsce jest znajdująca się w Warszawie bożnica chasydów Chabad-Lubawicz.
- Jedyną synagogą w Polsce, wybudowaną przez Żydów Sefardyjskich jest synagoga w Zamościu.
- Inne sławne a obecnie nieistniejące synagogi: Wielka Synagoga w Łodzi, Wielka Synagoga w Gdańsku, Synagoga Wielka w Katowicach, Synagoga Maharszala w Lublinie, Nowa Synagoga w Tarnowie, Wielka Synagoga w Białymstoku, Synagoga w Bydgoszczy, Synagoga w Przeworsku, Synagoga w Cieszynie, Nowa Synagoga w Częstochowie, Synagoga w Przedborzu, Nowa Synagoga w Poznaniu.